# Seuratascaris
Seuratascaris (nach Léon Gaston Seurat) ist eine Gattung der Spulwürmer mit drei Arten, die bei Amphibien in Europa, Asien und Ozeanien vorkommen.

## Merkmale
Seuratascaris sind mittelgroße Ascaridoidea mit gleichbleibendem Körperdurchmesser, der sich nur zu den Enden verengt. Die Lippenregion ist etwas schmaler als der Körper und durch eine breite Engstelle vom übrigen Körper abgesetzt. Der Lippenrand ist vollständig bezahnt und mit einer Spalte am Vorderrand versehen. Die Lippenpulpa ist vorn kaum gespalten, ein medianer Lappen ist nicht ausgebildet. Zwischen den Lippen erhebt sich eine Leiste. Zervikalflügel sind nicht ausgebildet. Die Exkretionspore und Halspapillen liegen dicht hinter dem Nervenring. Der Exkretionsnucleus ist relativ groß und liegt links der Verbindung der Exkretionszellen des bilateralen Exkretionssystems. Ein Ventriculus ist nicht ausgebildet, ein Blinddarm und Rektaldrüsen sind vorhanden. Männchen haben relativ kurze, kräftige Spicula ohne Gubernaculum. Eine Ornamentierung der Kutikula vor der Kloake ist nicht vorhanden. Seitlich des Schwanzes gibt es angedeutete Kaudalflügel. Die Vulva der Weibchen liegt vor der Körpermitte. Der Uterus hat zwei, in entgegengesetzte Richtungen verlaufende Äste (di- und opisthodelphisch).

## Systematik
Die Gattung enthält vier Arten:
- Seuratascaris numidica (Seurat, 1917)
- Seuratascaris physalis Chen & Li, 2023
- Seuratascaris ranae Wang, Zhao & Chen, 1978
- Seuratascaris schmackeri Liu, Fang, Zheng & Wu, 2023